# Stichastrella
Genre
Stichastrella est un genre d'étoiles de mer (Asteroidea) de la famille des Stichasteridae.

## Liste des genres
Selon World Register of Marine Species (30 octobre 2020) :
- Stichastrella ambigua (Farran, 1913)
- Stichastrella rosea (O.F. Müller, 1776)

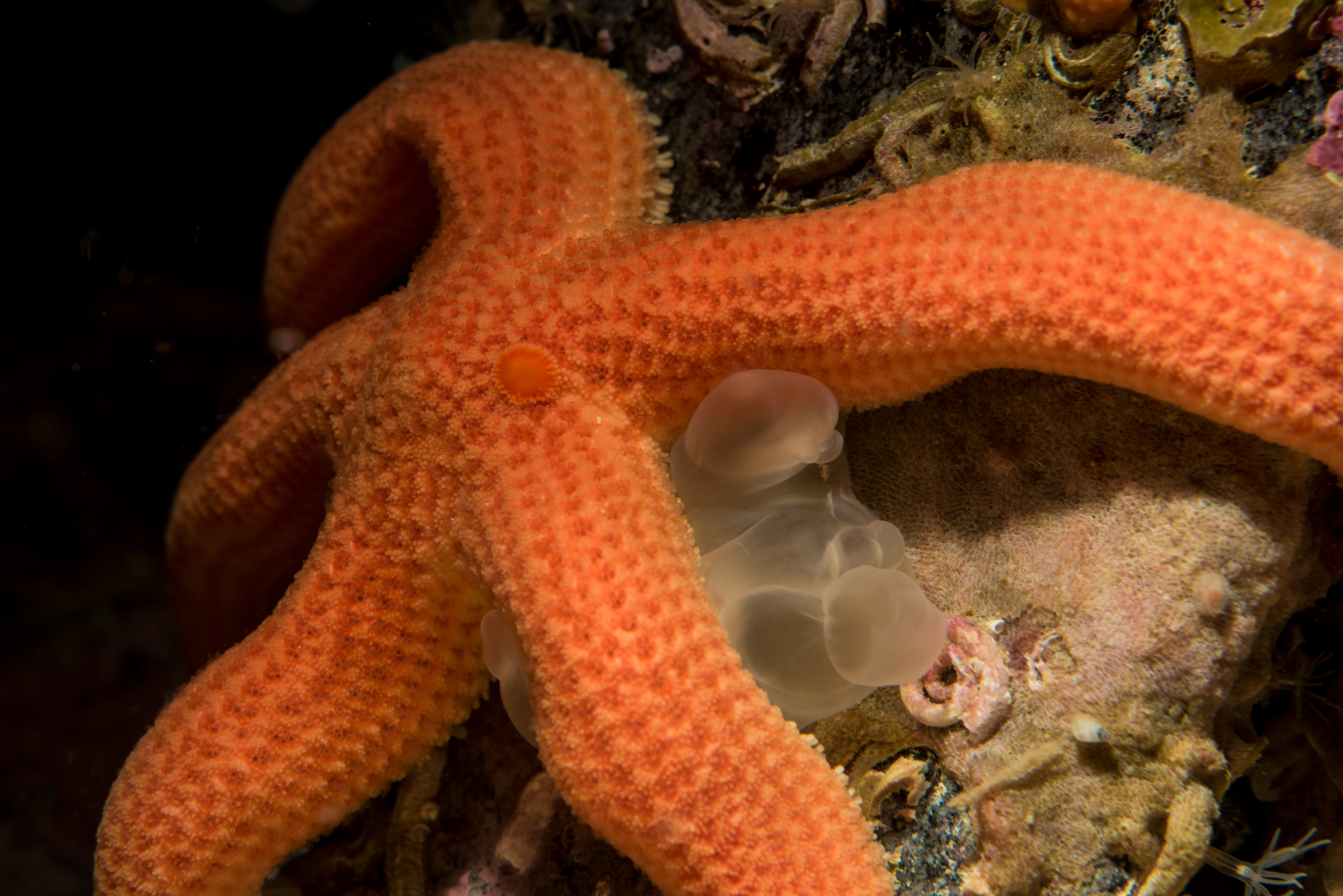
Stichastrella rosea

## Publication originale
- Addison Emery Verrill, Monograph of the shallow-water starfishes of the North Pacific coast from the Arctic Ocean to California (œuvre écrite), 1914, [lire en ligne].